# John Moshoeu
John Leshiba Moshoeu (Soweto, 18 dicembre 1965 – Soweto, 21 aprile 2015) è stato un calciatore sudafricano.
È scomparso nel 2015 all'età di 49 anni a seguito di un tumore allo stomaco.

## Carriera

### Club
Nato a Soweto, in Sudafrica, luogo di nascita di un altro grande del calcio sudafricano, Doctor Khumalo, inizia come lui a giocare nel Kaizer Chiefs e nel 1993 passa alla squadra turca del Gençlerbirliği. In Turchia Moshoeu ci rimane per 9 anni, fino al 2002, giocando per Kocaelispor, Fenerbahçe e Bursaspor, con discreti risultati. Nel 2002 decide di tornare in patria a giocare per i Kaizer Chiefs, e nel 2006, a 41 anni, si trasferisce all'AmaZulu, sua attuale squadra in cui veste l'insolito numero 1.

### Nazionale
Nella nazionale di calcio sudafricana Moshoeu ha militato dal 1993 fino al 2004, anno in cui a 39 anni ha dato l'addio alla nazionale. Ha partecipato a Francia 1998, scendendo in campo da titolare in tutti i tre incontri disputati dai Bafana Bafana.

## Palmarès

### Giocatore

#### Competizioni nazionali
- Campionato turco: 1

Fenerbahce: 2000-2001